# Palpada elegans
Palpada elegans är en tvåvingeart som först beskrevs av Blanchard 1852.  Palpada elegans ingår i släktet Palpada och familjen blomflugor. Inga underarter finns listade i Catalogue of Life.